# Бијеле и Самарске стијене
Бијеле и Самарске стијене су строгo заштићени резерват природе, проглашен 1985. године, на површини од 1.175 ха у средишњем делу Велике Капеле у Приморско-горанској и Карловачкој жупанији у Републици Хрватској. Карактерише се бројним бизарни кречњачким стенама, на чијим блоковима расту шума јеле, смреке и букве. Највиши врх Самарских стијена износи 1.302 м, а западно од њих налазе се врх Бијеле стијене висок 1.335 м.
У резервату се налазе најразноликије карактеристике краса. Од флоре могу се наћи примерци рунолист, срчаник, драгушац, а од фауне медведи, ласице, пухови и куне.
Бијеле стијене и Самарске стијене једине су строге резерве у Приморско-горанској жупанији. Ово је подручје са најстрожим режимом заштите. У Хрватској постоји још само једно подручје са таквим режимом заштите - Хајдучки и Рожански кукови на Велебиту. У строгом резервату све је подређено очувању првобитне природе. Чак и за групне посете у сврху образовања и истраживања неопходно је добити дозволу надлежног Министарства. Управо због своје дивљине и неприступачности, задржали су карактеристике нетакнуте природе.

## Назив
Бијела стана је добила назив по изразито белој боји стена и литица које се уздижу изнад шумског појаса (јела, смрека, буква, јавор, клеков бор), и тако стварају контраст између зеленила и кречњака.

## Положај и пространство
Бијеле и Самарске стијене се налазе у срцу Хрватске, на подручју Горског Котара, између Винодола, Фужина, Мркопља, Огулина, Јасенка и Жуте Локве, прекривене пространим шумским подручје у којем нема већих насеља. Ово подручје познато је и као Велика капела.
Бијела стена лежи 15 км југоисточно од Мркопља и 2 км источно од Самарских стијена, недалеко од Бјеласице.
Од укупне површине од 1.175 ха - мањи део површине, око 191 хектара налази се у Карловачкој жупанији, у граду Огулину).

## Прилаз
Главно полазиште за приступ на Велику Капелу су насеља Мркопаљ, до којег се стиже из Делница са северне стране, и Јасенак, до којег се стиже асфалтираним путем из Огулина. Одатле се наставља макадамски пут са кога почињу планинарске ознаке према Бијелим и Самарским стијенама, те према Бјеласици, и позната је под називом Бегова стаза, којом је најпогоднији прилаз Самарским стијенама из Мркопља и Тука. Мешутим прилаз је могућ и с јужне стране, из Јасенка.
Планинарски пут за успон у Самарске стијене почиње од 13. километра пута из села Тука. Главно упориште је Ратково склониште, дрвена брвнара скривена у полупећини испод окомите стене, која је надвисује као природни кров. Пут до Бијеле стијене је добро означеном и лако проходна, али стрм. Након хода планинарском стазом, и сат времена успињања кроз шуму, стиће се непосредно под врхове Бијелих стијена налазе се две планинарске куће.
Пут се даље пење кроз стене и иде према врху, са кога пуца импресиван поглед. Са самог врх Бијелих стијена високог 1.335 метара пружа се поглед на Бјелоласицу, Клек и на многобројне крашке торњеве најнеобичнијих облика.
Због дивље природе, неприступачан крашки терен са бројним вртачама, до стена и камених кула Бијеле и Самарске стијене тешко је доћи крећући се ван обележених путева, и зато није дозвољено напуштање и кретање ван обележених путева.

## Географија
Бијеле и Самарске стијене су средишњи део Велике Капеле планински ланац у Републици Хрватској, који се налази на истоку Горског котара, а протеже се од Горског котара на западу до Мале Капеле и Лике на истоку, од Огулинске долине на северу до Винодолског приморја на југу.
На овом простору се налази најужи планински праг између континенталне Паноније и приморског Медитерана.
Највиши врх Самарских стијена износи 1.302 м, а западно од њих налазе се врх Бијеле стијене висок 1.335 м.
Као и Хајдучки Рожански кукови, Бијеле и Самарске стијене настале су захваљујући игри природе, односно утицају атмосферских услова и геолошких сила, а резултати су запањујући. Важно је знати да је то подручје изузетно геолошки разнолико, а толико је посебно да многи зналци кажу да ову врсту дивљине виде само у филмовима.
НБијела стена се састоји се од два реда гребена одвојених превојем Боца. Гребени се пружају у динарском правцу (северозапад-југоисток). Беле стене су грађене углавном од густо слојевитих кречњака и бреча средње јуре, а у мањој мери су присутни и неслојени гребени кречњаци старијег дела горње јуре. Литице су обложене снежно белом кором формираном дуготрајним егзодинамичким процесима карактеристичним за крашке терене.

### Клима
Климатски типови измењују се од Огулинске долине на северу (континентална клима), преко централног планинског масива Бјелоласица (планинска клима), до Винодолског приморја на југу (медитеранска клима). Падавина има у великим количинама током целе године.

### Водотоци и извори
Иако су Бијеле и Самарске стијене токо целе године изложене падавинама у великим количинама због специфичног геолошког састава стена вод се на овом подручју дуго не задржава већ кроз систем пукотина и пропусног кречњачког слоја одлази у подземље. Стога на подручју Бијелих и Самарских стијене не постоје стални површински водотоци или извори.

## Флора и фауна

### Флора
Разноврсност биљног света огледа се од приморског растиња на југу (Винодолско залеђе), преко Алпског или високопланинског растиња у централном делу (Бјелоласица) до континенталног растиња у северном делу (Огулинска долина).
Шумско подручје чине јела, смрека, буква, јавор и клека. Алпска флора има много представника:
- Рунолист (Leontopodium alpinum), веома ретка и заштићена биљка у читавој Европи. Може се наћи само на веома неприступачним и високим деловима планина (од око 2000 до око 2900 метара надморске висине), каменитим, планинским литицама (отуда име - лат. alpinus = планински) па је њено брање често доводило до страдања планинара. Припада фамилији главочика (лат. Asteraceae) са врло уочљивом и карактеристичном цвасти која је главно обележје ове биљке. Цваст изгледом подсећа на лављу шапу па отуда и име биљке (грч. leon = лав и грч. podion = ножица).
- Стеновити шаш (Carex rupestris), врста је цветнице из рода Carex, пореклом из умерене и субарктичне Северне Америке, Гренланда, Исланда, Европе и Азије. Најрадије расте на стеновитим избочинама.
- Аустријски дивокозјак (Doronicum austriacum), трајна зељаста биљка из породице glavočika (Asteraceae).
- Алпска јоха (Adenostyles alllariae),
- Алпски маслачак  (Cicerbita alpina)
- Алпски иринго (Eryngium alpinum),
- Алпски љиљан (lilium carniolicum)

На овом простору расту и многе друге планинске и шумске биљке, папрати, маховине, гљиве.

### Фауна
Животињски свет је разнолик, и састоји се од:
- Звери: вукови, медведи, рисови, лисице
- Птица: орлови, тетреби, алпси кос, алпска креја, алпски детлић
- Крупне дивљачи: јелена, срна, дивља свиња,
- Ситне дивљачи: зец, куна, јазавац, мишеви.
- Разних других дивљих животиња.

Од гмизаваца доминирају:
- Велебитски гуштер (Lacerta horvathi), ендемска врста за Европу. Донедавно је ова врста била сврстана у исти род као и морфолошки сличан пешчани гуштер. Природно станиште су му умерене шуме и грмље, и каменита подручја, као шо су Бијеле и Самарске стене.[5][6][7]
- Црни даждевњак (Salamandra atra), водоземац који припада породици даждевњака и мрмољака. Црни даждевњак је животиња која је стављена под заштиту као критично угоржена врста у Хрватској и Србији.[8][9]
- Змије (црница и риђовка),

као и друге врсте гмизаваца.

## Историја
Беле стене истраживали су и популаризовали природњаци Драгутин Хирц и Мирослав Хирц почетком 2. века. Склониште испод стене изграђено је 1928. године (обновљено 2020. године), а планинарска кућа („Хирчева кућа“) 1968. године.

## Опште информације
У парк природе Бијеле и Самарске стијене природа се у правом смислу играла стварајући необичне облике кречњачких стена На многим местима у Бијелим и Самарским стијенама штрче оштри и вертикални облици, каткад и до  50 метара у висину изнад терена.
Стеновити су врхови међусобно одвојени безбројним раседима, жљебовима, пукотинама и провалијама. Управо због таква рељефа Бијеле и Самарске стијене изразито су неприступачно и тешко проходно подручје.
Осим врхова који су голи и стеновити, остало подручје на простору Бијеле и Самарске стијене, а и недалеко изван њега, прекривају непрегледне шуме, које су својим тамним тоновима одскачу од белих кречњачких стена у позадини овог пејзажа.
Најславнији симбол Бијелих стијена су камени Прсти  - низ од пет природних камених скулптура у вршној стени, уздигнутих попут прстију шаке према небу. Тај призор, илуструје колико снага природе може бити стваралачка и маштовита, и трајано остаје у сећању сваког посетиоца Бијелих стијена.
- Поглед на Самарске стијене
- Самарске стијене
- Самарске стијене

## Заштита
Према дефиницији коју је прихватио међународно удржење IUCN (International Union for Conservation of Nature) као највећа мрежа сарадника и међународно најуваженији ауторитет на подручју заштите природе, заштићено подручје је копнено и/или морско подручје посебно намењено заштити и одржавању биолошке разноликости као и подручје природних и сродних културних богатстава, којима се управља законским или каквим другим неоходним средствима
Ова дефиниција заштићеног подручја пренесена је и у Закон о заштити природе Републике Хрватске (НН 80/2013) према коме је заштићено подручје географски јасно одређен простор који је намењен заштити природе и којим се управља ради дугорочног очувања природе и пратећих услуга еколошког система.
Како би се јединствено планинско подручје Бијеле и Самарске стијене што боље трајно заштитило, Бијеле и Самарске стијене проглашене су строгим природним резерватом, што је у суштини најстрожи облик заштите природе, строжији и од националног парка.
Подсетимо, строги резервати су копнена или морска подручја са непромењеном или минимално измењеном природом, а њихова сврха је само очување природе која се тамо налази.
У строгим резерви у Хрватској забрањен је било који облик економске активности или било која друга врста активности која може пореметити природни развој подручја, па је врло важно знати да ако тамо одете, морате бити посебно пажљиви.
У Републици Хрватској постоје два строга резервата, и то Бијеле и Самарске стијене, који уз Хајдучке и Рожанске кукове привлаче све више љубитеља природе, планинарења и истраживање, јер у овом парку налазе искључиво природу чије порекло није било условљено људском руком, и коју треба истражити их уживо.
- Поглед на Бијеле стијене
- Бијеле стијене
- Бијеле стијене

## Туризам
Бијеле и Самарске стијене су јединствен геоморфолошки феномен крша у окриљу шуме. У овом каменитом средишту Велике Капеле туристи могу наћи јединствен кутак мира и тишине, у коме је најгласнији звук шум ветра у гранама и цвркутање птица у лету изнад стеновитог крша.
Осим камених Прстију, који су једно од најимпресивнијих места у Бијелим стијенама свакако је долац с "капелицом", који је са свих страна амфитеатрално затворен вертикалним стенама високим 50 метара, у који се улази кроз узак пролаз испод стене зване Слонова брада.
Од улаза у долац с Капелицом наставља се Вихорашки пут, један од најтежих планинарских праваца у Хрватској који води кроз беспуће по изразито дивљем терену. Пут је једним делом обезбеђен челичном сајлом и клиновима, тако да се посета овом делу парка препоручује само искусним планинарима.
- Поглед на Самарске и Бијеле стијене
- Масив Клек

## Занимљивост
Једна од занимљивости је Ратково склониште у полупећини у подножју једне од многих високих и вертикалне стене.
Ратково склониште је грађевина необичног шестоугаоног облика, изграђено од дрвета. Улавном је смештено унутар полупећине шерпаске стене, која се уздиже 35 метара изнад Ратковог склоништа.
Склониште је направљена као одмориште за планинаре на сигурном на јединственом положају, барем у Хрватској. Изградили су га алпинисти из планинарског универзитетског друштва „Велебит“ из Загреба.
Старо склониште које је први пут изграђено 1952. године, случајно је изгорело, а 1982. године изграђено је садашње склониште које је још увек у функцији.
У склоништу постоји огњиште за ватру, заштићена камењем, на коме се може спремити роштиљ или једноставно седети поред ватре. Околне стене су припремљене за пењаче и уживање у стенама.
Из склоништа се може направити излет на врх самаринске стене, до дворца или на јужну групу сатена или дуж вихорног пролаза стићи до белих стена.